# Mick McCarthy
Michael Joseph (Mick) McCarthy (Barnsley, 7 februari 1959) is een Iers voormalig voetballer en huidig voetbaltrainer.

## Spelerscarrière
Als verdediger kwam McCarthy uit voor Barnsley, Manchester City, Celtic, Olympique Lyonnais en Millwall. Met Barnsley promoveerde hij naar de Football League Third Division en met Manchester City naar de Football League First Division. McCarthy werd met Celtic in 1988 Schots kampioen en won in 1988 en 1989 de Schotse beker. Met het Iers voetbalelftal nam hij deel aan het Europees kampioenschap voetbal 1988 en het Wereldkampioenschap voetbal 1990.

## Trainerscarrière
McCarthy was als speler een gerenommeerde international van Ierland, die zevenenvijftig officiële interlands (twee goals) speelde voor zijn vaderland. In maart 1992 werd hij aangesteld als manager van Millwall. Hij was vier jaar lang actief bij de club, voordat hij in februari 1996 de nieuwe bondscoach van Ierland werd. Hij wist zich ten koste van onder meer Nederland te kwalificeren voor het WK 2002, waar Spanje in de achtste finale met strafschoppen te sterk was. Op 5 november 2002 nam McCarthy ontslag. Op 12 maart 2003 werd hij aangesteld bij Sunderland, waarmee hij degradeerde en later weer promoveerde. Tussen 2006 en 2012 was Wolverhampton Wanderers zijn werkgever, waarna hij een contract tekende bij Ipswich Town.
Eind 2018 werd bekend dat McCarthy opnieuw de bondscoach van Ierland werd. Hij volgde Martin O'Neill op, die eerder ontslag had genomen. Op 4 april 2020 werd McCarthy op zijn beurt vervangen door Stephen Kenny. In november 2020 werd McCarthy aangesteld als manager van de Cypriotische club APOEL Nicosia. Hij werd echter op 6 januari 2021 alweer ontslagen na tegenvallende resultaten. In januari 2021 werd hij trainer van Cardiff City. In oktober 2021 werd zijn contract ontbonden. Van 19 januari tot 8 april 2023 was hij trainer van Blackpool.